# Cubase
Cubase é um software de produção musical que permite gravação, arranjo e edição de música e MIDI, sistema também chamado de DAW (Digital Audio Workstation), lançado pela empresa alemã Steinberg, empresa pertencente à Yamaha. Sua primeira versão foi lançada em abril de 1989, sendo a primeira DAW a ser desenvolvida.

## Descrição
O Cubase é uma estação de trabalho de áudio digital (DAW) desenvolvida para atender às necessidades de músicos, produtores, engenheiros de som e compositores em diversas etapas da produção musical. Reconhecido por sua estabilidade, flexibilidade e inovação, o Cubase oferece uma solução completa para criação musical em ambientes profissionais e domésticos.
O software permite a gravação, edição, mixagem e masterização de áudio e MIDI, além de incluir um conjunto abrangente de instrumentos virtuais, efeitos de áudio e ferramentas de produção. Com uma interface gráfica moderna e personalizável, o Cubase facilita o fluxo de trabalho criativo, permitindo que usuários organizem sessões complexas de maneira eficiente.
Desde sua criação em 1989, o Cubase tem sido um dos pioneiros na implementação de tecnologias como o padrão VST (Virtual Studio Technology), que revolucionou a forma como instrumentos e efeitos são integrados ao ambiente digital. A plataforma também foi uma das primeiras a oferecer edição não destrutiva de áudio, automação detalhada e suporte a altas taxas de amostragem.
O Cubase está disponível em diferentes versões – como Elements, Artist e Pro – adaptadas a diversos níveis de usuários, desde iniciantes até profissionais. Cada versão apresenta um conjunto específico de funcionalidades, mas todas mantêm o compromisso da Steinberg com a qualidade e a inovação tecnológica.
Além de ferramentas de edição avançadas, o Cubase também se destaca por recursos como:
- VariAudio: ferramenta para edição de afinação e tempo de áudio semelhante ao Melodyne.
- MixConsole: mesa de mixagem integrada com suporte a automações, controle de ganho e roteamento avançado.
- Score Editor: editor de partituras para compositores e arranjadores.
- Sampler Track: instrumento que permite transformar qualquer áudio em um sample reproduzível por teclado.
- Chord Pads e Chord Tracks: assistentes harmônicos que auxiliam na criação de progressões musicais complexas.
- Exportação avançada: opções de renderização individual de stems e exportação multicanal.

Graças ao seu constante desenvolvimento, o Cubase continua a incorporar tecnologias modernas, como suporte nativo para MIDI 2.0, integração com sistemas de controle remoto, colaboração em nuvem e otimização para processadores de múltiplos núcleos. Isso garante que o Cubase permaneça relevante e competitivo no cenário atual da produção musical digital.

## Histórico
O Cubase foi lançado pela primeira vez em abril de 1989, inicialmente como um sequenciador MIDI para o computador Atari ST. Sua interface gráfica intuitiva e capacidade de edição não linear representaram uma inovação significativa na época, atraindo compositores e produtores interessados em uma solução digital mais acessível para composições MIDI.
Nos anos seguintes, o Cubase foi adaptado para as plataformas Windows e macOS, expandindo sua base de usuários. Em 1992, a Steinberg introduziu o suporte a gravação de áudio digital com a versão Cubase Audio, marcando a transição da ferramenta de sequenciamento para uma estação de trabalho de áudio completa.
Em 1996, a Steinberg revolucionou o setor ao lançar o formato VST (Virtual Studio Technology), permitindo a integração de efeitos e instrumentos virtuais diretamente na DAW. O Cubase foi a primeira plataforma a implementar VST, consolidando sua liderança em inovação no segmento de software de produção musical.
Com o lançamento do Cubase SX em 2002, a Steinberg reescreveu o software a partir do zero, utilizando o mecanismo de áudio do Nuendo (seu software voltado para pós-produção audiovisual), oferecendo maior estabilidade, novas ferramentas de automação e um fluxo de trabalho mais moderno. Essa reestruturação técnica deu origem à base usada até hoje.
Em 2005, a Steinberg foi adquirida pela Yamaha Corporation, o que resultou em uma integração mais estreita entre o software e o hardware musical da marca, como interfaces de áudio, sintetizadores e superfícies de controle.
A partir da década de 2010, o Cubase passou a oferecer suporte a recursos como: gravação multicanal em alta resolução, automação de parâmetros avançados, edição de áudio com detecção de transientes e afinação (VariAudio), além de ferramentas inteligentes de composição assistida (Chord Tracks, Arranger Track, entre outros).
Com o lançamento do Cubase 14 em 2024, o software passou a incluir suporte aprimorado para MIDI 2.0, renderização acelerada por GPU, melhorias no mecanismo de mixagem e ferramentas colaborativas baseadas em nuvem, consolidando-se como uma das DAWs mais completas e respeitadas do mercado.
Ao longo de sua trajetória, o Cubase influenciou profundamente o desenvolvimento de outras DAWs e permaneceu como referência em ambientes profissionais de produção musical.